# Straftaten gegen das Leben
Die Straftaten gegen das Leben bezeichnen die §§ 211–222 des deutschen Strafgesetzbuches (16. Abschnitt des Besonderen Teils des Strafgesetzbuches). Der Begriff der Tötungsdelikte ist nicht damit identisch, da die Tötungsdelikte im engeren Sinne nur den Mord, den Totschlag, die Tötung auf Verlangen und die fahrlässige Tötung (ggfs. auch den Völkermord) beschreiben.

## Schutzgut
Geschützt wird durch die Tatbestände das Rechtsgut Leben (des Menschen). Wie im Zivil- und öffentlichem Recht, knüpft das Strafrecht an eine eigenständige Terminierung des Lebensschutzes an. Während das Verfassungsrecht bereits dem Embryo Grundrechtsschutz gewährt, beginnt die (zivilrechtliche) Rechtsfähigkeit mit der Vollendung der Geburt. Der strafrechtliche Begriff des Menschen beginnt dagegen bereits mit dem Einsetzen der Geburtswehen (die Rechtsprechung nennt dies den Beginn des Geburtsaktes). Es kommt daher darauf an, dass das Kind in diesem Zeitpunkt gelebt hat. Werden zuvor Handlungen vorgenommen, um die Leibesfrucht zu töten, ist der Schwangerschaftsabbruch (§ 218 StGB) tatbestandsmäßig.
Das Ende des menschlichen Lebens wird im Strafrecht nicht durch den biologischen Tod, sondern durch den Hirntod markiert.

### Euthanasie
Unter dem Begriff der Euthanasie (griechisch für guter Tod) werden sowohl aktive und passive Sterbehilfe wie auch die Krankenmorde in der Zeit des Nationalsozialismus gefasst, beispielsweise in der Aktion T4. Während jede Schmerzlinderung, ohne dass dadurch eine Lebensverkürzung eintritt, generell zulässig ist, ist jede andere, bewusst in Kauf genommene Lebensverkürzung strafbar. Insbesondere die moderne Intensivmedizin hat für die Strafrechtswissenschaft neue, bisher nicht überzeugend gelöste Fragen in diesem Bereich aufgeworfen.

### Selbsttötungen
Grundsätzlich ist die Selbsttötung in Deutschland straflos. Auch die Teilnahme (durch Beihilfe oder Anstiftung) daran ist straflos. Davon sind jedoch mehrere Ausnahmen anerkannt: Ist die freiverantwortliche Willensbildung bei Suizidenten ausgeschlossen (z. B. wegen Geisteskrankheit), so kommt die Strafbarkeit des Dritten (der die Selbsttötung veranlasst oder unterstützt) in mittelbarer Täterschaft in Betracht (§ 25 Absatz 1 zweite Alternative StGB). Das Geschehenlassen einer Selbsttötung unterfällt unter Umständen der unterlassenen Hilfeleistung nach § 323c StGB. Dies ist ein bisher nicht aufgelöster Wertungswiderspruch zur Straflosigkeit der Selbsttötung. Von 2015 bis 2020 war die geschäftsmäßige Förderung der Selbsttötung in § 217 StGB strafbewehrt.

## Lebensgefährdung
Die Gefährdung des Lebens ist im deutschen Recht nicht umfassend strafbar wie in Österreich. Insbesondere die abstrakte Lebensgefährdung ist nicht tatbestandsmäßig verankert. Stattdessen bietet der Abschnitt der Straftaten gegen das Leben nur den Tatbestand der Aussetzung (§ 221 StGB), der eine konkrete bzw. qualifizierte Lebensgefährdung verlangt.
Zahlreiche andere Delikte außerhalb des Abschnitts bieten (z. T. als Qualifikationen oder Erfolgsqualifikationen) Tatbestandsalternativen der Lebensgefährdung (vgl. gemeingefährliche Straftaten).

## Deutsche Kriminalstatistik
In der Kriminalstatistik werden zurzeit immer weniger Straftaten gegen das Leben registriert. Von 1993 bis 2021 fielen die Häufigkeitszahlen von 6,3 auf 3,6, was einem Rückgang um 43 % entspricht.
Diese Entwicklung in Deutschland folgt dem Trend des Kriminalitätsrückgangs, der zumindest in den Ländern der Westlichen Welt beobachtet wird.

## Tatbestände
- § 211 – Mord
- § 212 – Totschlag
  - § 213 – minder schwerer Fall des Totschlags
  - § 214 – aufgehoben 1941 (war: Totschlag bei strafbarer Handlung, nunmehr Mordmerkmal der Verdeckungsabsicht)
  - § 215 – aufgehoben 1941 (war: Totschlag eines Verwandten aufsteigender Linie, nunmehr wie andere Tötungen bestraft)
- § 216 – Tötung auf Verlangen
- § 217 – Geschäftsmäßige Förderung der Selbsttötung, Strafbarkeit 2020 für verfassungswidrig erklärt (war bis 1998: Kindestötung, nunmehr wie andere Tötungen, oft nach § 213 bestraft)
- § 218 – Schwangerschaftsabbruch
  - § 218a – Straflosigkeit des Schwangerschaftsabbruchs (kein Tatbestand)
  - § 218b – Schwangerschaftsabbruch ohne ärztliche Feststellung, unrichtige ärztliche Feststellung
  - § 218c – Ärztliche Pflichtverletzung bei einem Schwangerschaftsabbruch
  - § 219 – Beratung der Schwangeren in einer Not- und Konfliktlage (kein Tatbestand)
  - § 219a – Werbung für den Abbruch der Schwangerschaft (aufgehoben 2022)
- § 219b – Inverkehrbringen von Mitteln zum Abbruch der Schwangerschaft
  - §§ 219c, 219d – aufgehoben 1992 (war: Inverkehrbringen; Begriffsbestimmung, nunmehr: § 219b bzw. § 218 Abs. 1 S. 2)
- § 220 – aufgehoben 1974 (war: Erbieten zur Abtreibung, 1974-19972 § 219b, 1992-2022 § 219 a)
- § 220a – aufgehoben 2002 (war: Völkermord, nunmehr § 6 des Völkerstrafgesetzbuches)
- § 221 – Aussetzung
- § 222 – fahrlässige Tötung